# ウラジーミル・シェスタコフ
ウラジーミル・シェスタコフ（Vladimir Zaripzyanovich Shestakov 1962年9月15日-) は、旧ソ連のペルミ地方出身の柔道選手。現役時代は86kg級の選手。身長176cm。

## 人物
最初はサンボに取り組んでいて、国内選手権で何度か上位に食い込む活躍を見せると、1979年からは柔道でも活躍し始めた。1985年の世界選手権では78kg級で3位になった。1986年のグッドウィルゲームズでは優勝を飾った。その後、1988年には階級を86kg級に上げると、1988年ソウルオリンピックでは決勝まで進むものの、オーストリアのペーター・ザイゼンバッハーに判定で敗れたが銀メダルを獲得した。引退後はリャザンで石油関連の仕事に従事することになった。さらに、2000年からはロシア柔道連盟会長、2001年からはロシアナショナルチームの監督にもなったが、2004年には再任されず両方から退いた。2005年にはラトビアに移住することになった。2016年旭日中綬章受章。

## 主な戦績
78kg級での戦績
- 1979年 - ヨーロッパジュニア　2位
- 1984年 - オランダ国際　2位
- 1985年 - 正力国際　優勝
- 1985年 - ソ連国際　優勝
- 1985年 - チェコ国際　優勝
- 1985年 - 世界選手権　3位
- 1986年 - グッドウィルゲームズ　優勝

86kg級での戦績
- 1988年 - ハンガリー国際　優勝
- 1988年 - ソウルオリンピック　2位
- 1989年 - 正力国際　3位
- 1990年 - ハンガリー国際　優勝
- 1990年 - オランダ国際　3位
- 1990年 - グッドウィルゲームズ　3位